# Flávia Muniz (cantora)
Flávia Muniz Cirilo (Rio de Janeiro, 10 de janeiro de 1976) é uma cantora, compositora e escritora brasileira.

## Carreira
Flávia estudou música na Unirio. Foi a vocalista da banda Luisa Mandou um Beijo, com a qual gravou 3 CDs e participou de coletâneas no Japão, Alemanha, Itália, Singapura, Galiza, América Latina. A banda também lhe rendeu um "Prêmio Catavento", em 2010.
Já em carreira solo, lançou pelo selo espanhol Elefant Records, com o acompanhamento da banda, o primeiro CD, intitulado Descalços sobre a Terra.